# Ciprian Teodorașcu
Ciprian Teodorașcu este un dirijor român la Opera Națională Română, absolvent al Conservatorului de Muzică din București.

## Repertoriu opere
- Rigoletto
- Traviata
- Falstaff
- Don Pasquale
- Giselle
- Bărbierul din Sevilla
- Răpirea din Serai
- Frumoasa din pădurea adormită-balet

## Premii
- Premiul David Ohanesian al Forumului Muzical Român pentru anul 2007[2], decernat la Gala premiilor Forumului Muzical Român, 2008[3]